# Kochi Tuskers Kerala
Les Kochi Tuskers Kerala sont une franchise indienne de cricket basée à Cochin, dans le Kerala. C'est l'une des deux équipes fondées en 2010 et ajoutées à l'Indian Premier League (IPL) lors de la quatrième saison de la compétition, en 2011. Cette année-là, les Tuskers sont entraînés par l'Australien Geoff Lawson, menés par le Sri Lankais Mahela Jayawardene et ils disputent leurs matchs à domicile au Jawaharlal Nehru Stadium de Cochin et au Holkar Cricket Stadium d'Indore. C'est leur unique saison en IPL : à la fin de la même année, le Board of Control for Cricket in India (BCCI), dont dépend l'IPL, en exclut les Tuskers, considérant que leurs propriétaires n'ont pas respecté leur contrat.

## Matchs
| Date     | Adversaire                  | Stade                              | Vainqueur et marge                       |
| -------- | --------------------------- | ---------------------------------- | ---------------------------------------- |
| 9 avril  | Royal Challengers Bangalore | Jawaharlal Nehru Stadium (Cochin)  | Royal Challengers Bangalore (6 guichets) |
| 13 avril | Pune Warriors India         | DY Patil Stadium (Navi Mumbai)     | Pune Warriors (4 guichets)               |
| 15 avril | Mumbai Indians              | Wankhede Stadium (Bombay)          | Kochi Tuskers Kerala (8 guichets)        |
| 18 avril | Chennai Super Kings         | Jawaharlal Nehru Stadium (Cochin)  | Kochi Tuskers Kerala (7 guichets)        |
| 20 avril | Kolkata Knight Riders       | Eden Gardens (Calcutta)            | Kochi Tuskers Kerala (6 courses)         |
| 24 avril | Rajasthan Royals            | Sawai Mansingh Stadium (Jaipur)    | Rajasthan Royals (8 guichets)            |
| 27 avril | Deccan Chargers             | Jawaharlal Nehru Stadium (Cochin)  | Deccan Chargers (55 courses)             |
| 30 avril | Delhi Capitals              | Jawaharlal Nehru Stadium (Cochin)  | Delhi Daredevils (38 courses)            |
| 2 mai    | Delhi Capitals              | Feroz Shah Kotla (New Delhi)       | Kochi Tuskers Kerala (7 guichets)        |
| 5 mai    | Kolkata Knight Riders       | Jawaharlal Nehru Stadium (Cochin)  | Kochi Tuskers Kerala (17 courses)        |
| 8 mai    | Royal Challengers Bengaluru | M. Chinnaswamy Stadium (Bangalore) | Royal Challengers Bangalore (9 guichets) |
| 13 mai   | Kings XI Punjab             | Holkar Cricket Stadium (Indore)    | Kings XI Punjab (6 guichets)             |
| 15 mai   | Rajasthan Royals            | Holkar Cricket Stadium (Indore)    | Kochi Tuskers Kerala (8 guichets)        |
| 18 mai   | Chennai Super Kings         | Stade M. A. Chidambaram (Madras)   | Chennai Super Kings (11 courses)         |

## Personnalités

### Joueurs

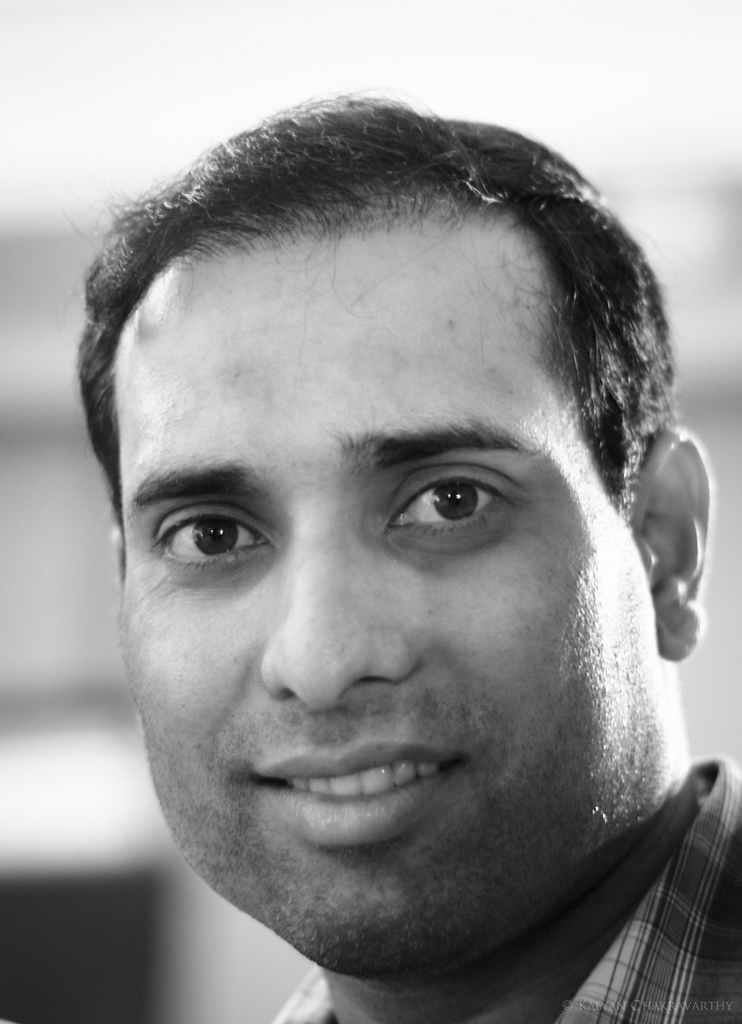
V. V. S. Laxman, batteur indien des Kochi Tuskers Kerala.

| Joueur                | Nationalité      | Rôle               |
| --------------------- | ---------------- | ------------------ |
| Mahela Jayawardene    | Sri Lanka        | Batteur, capitaine |
| Balachandra Akhil     | Inde             | Lanceur            |
| Deepak Chougule       | Inde             | Batteur            |
| Gnaneswara Rao        | Inde             | Polyvalent         |
| Raiphi Gomez          | Inde             | Polyvalent         |
| John Hastings         | Australie        | Polyvalent         |
| Brad Hodge            | Australie        | Batteur            |
| Ravindra Jadeja       | Inde             | Polyvalent         |
| Kedar Jadhav          | Inde             | Batteur            |
| Michael Klinger       | Australie        | Batteur            |
| V. V. S. Laxman       | Inde             | Batteur            |
| Brendon McCullum      | Nouvelle-Zélande | Gardien de guichet |
| Chandan Madan         | Inde             | Gardien de guichet |
| Sushant Marathe       | Inde             | Gardien de guichet |
| Muttiah Muralitharan  | Sri Lanka        | Lanceur            |
| Stephen O'Keefe       | Australie        | Polyvalent         |
| Prasanth Parameswaran | Inde             |                    |
| Parthiv Patel         | Inde             | Gardien de guichet |
| Thisara Perera        | Sri Lanka        | Polyvalent         |
| Ramesh Powar          | Inde             | Lanceur            |
| Padmanabhan Prasanth  | Inde             |                    |
| Owais Shah            | Angleterre       | Batteur            |
| R. P. Singh           | Inde             | Lanceur            |
| Steven Smith          | Australie        | Polyvalent         |
| Sreesanth             | Inde             | Lanceur            |
| Tanmay Srivastava     | Inde             | Batteur            |
| Vinay Kumar           | Inde             | Lanceur            |
| Yashpal Singh         | Inde             | Batteur            |